# Coremática
A coremática é um método de modelização geográfica que desenvolve, utiliza e analisa coremas, ou seja, representações esquemáticas destinadas a criar modelos gráficos que representam um espaço ou tipo de espaço e os fenómenos espaciais que o dizem respeito. O termo corema é um neologismo cunhado por Roger Brunet em 1980 , baseado na palavra grega chôros, que significa "território, extensão, lugar, país"  . Brunet define  coremática como um  "alfabeto do espaço" do qual cada corema é um " estrutura elementar do espaço".

## Definição
Um corema é uma representação esquemática de um espaço escolhido. Não sendo uma simplificação da realidade, pois visa representar toda a complexidade do território através de formas geométricas . Mesmo que pareça simplificado, o corema é realizado de forma rigorosa e levando em conta toda a dinâmica presente no território estudado.
A base do corema é geralmente uma forma geométrica simples, onde outras formas são sobrepostas, simbolizando os mecanismos e dinâmicas envolvidas. Há uma tabela de 28 coremas básicos, cada um dos quais representa uma configuração espacial, e permite, por meio de sua montagem, representar, em diferentes escalas, fenômenos espaciais.
Roger Brunet pontua que ela é apenas uma " ferramenta entre outras " . Mas uma ferramenta preciosa, não  apenas uma ferramenta gráfica, mas também um método de análise espacial .

## Críticas
Os coremas foram fortemente criticados por alguns geógrafos, como Yves Lacoste ou Robert Marconis . Suas críticas foram em particular por suas formas geométricas muito esquemáticas e pela falta de localização precisa. Uma das outras críticas mais frequentes contra a coremática é que ela negligencia influências humanas particulares sobre o território em favor de forças estruturantes externas. Considerando do ponto de vista da pesquisa, a coremática, como método, tem sido frequentemente mais utilizada no campo educacional.

## Crono-coremática
A coreática vive uma "segunda vida" desde os anos 2000 através da "crono-coremática", que " tenta ultrapassar a divisão inicial entre a coremática de R. Brunet (gramática das estruturas espaciais elementares cuja composição faz conta da organização do espaço) e a história " de acordo com o geógrafo Christian Grataloup . Trata-se de retomar os contributos da linguagem coremática e combiná-los com a análise ao longo tempo e das evoluções dos objetos geográficos observados (principalmente das cidades francesas), para propor um friso crono-coremático que permita apresentar as heranças e as mudanças da atual organização do espaço, entre particularismos locais e estruturas espaciais elementares. A crono-coremática, realizadas por geógrafos como Christian Grataloup ou Géraldine Djament-Tran, relacionam-se em particular com o estudo da evolução das cidades francesas (como Aix-en-Provence, Angers, Poitiers ou Tours ), que é apreendido há algum tempo, pela aproximação de  geo-histórica. Assim como a coremática de Roger Brunet, pretende ter um âmbito educacional, tendo a linguagem proposta o objetivo particular de explicitar a visualização de trajetórias urbanas.